# Albatros D.II
L'Albatros D.II va ser un caça alemany utilitzat durant la Primera Guerra Mundial.

## Disseny
Un dels grans problemes de disseny del D.I era el pobre camp de visió del pilot i, per solucionar aquest problema, es va crear el D.II, redissenyant l'ala superior per tal de reduir l'altura de l'aeronau uns 36 cm. La primera producció va ser d'unes cent unitats que es van demanar l'agost de 1916. Vint-i-vuit unitats es trobaven al front el novembre de 1916 i van arribar al seu màxim, el gener de 1917, amb un total de 214 unitats.

## Operadors
Imperi Alemany
- Luftstreitkräfte

 Austria-Hungary
- Tropes aèries de l'Imperi Austro-hongarès;

 Polònia
- La Força Aèria Polonesa, operà amb aquest model durant la postguerra.

## Especificacions
Característiques generals
- Tripulació: un, pilot
- Longitud: 7,40 m
- Envergadura: 8,50 m
- Alçada: 2,59 m
- Superfície de l'ala 24,5 m²
- Pes buit: 637 kg
- Pes carregat: 888 kg
- Motors: 1×  6 cilindres en línia Mercedes D.III 120 kW,

 Rendiment 
- Velocitat màxima: 175 km/h
- Sostre de servei: 5.180 m
- Ràtio d'ascens: 3 m/s
- Autonomia: 1h 30 min

Armament

- Metralladores: 2 × metralladores LMG 08/15 de 7,92 mm